# 皮奧里亞高地 (伊利諾伊州)
皮奧里亞高地（英語：Peoria Heights）是一個位於美國伊利諾伊州皮奧里亞縣和伍德福德縣的城市。该市北、西、南三面被皮奥里亚市包围，东临伊利诺伊河上的皮奥里亚湖。

## 地理
皮奧里亞高地的座標為40°34′00″N 89°24′00″W / 40.56667°N 89.40000°W，而該地的平均海拔高度為239米（即784英尺）。

## 人口
根據2010年美國人口普查的數據，皮奧里亞高地的面積為7.46平方千米，當中陸地面積為6.93平方千米，而水域面積為0.53平方千米。當地共有人口6156人，而人口密度為每平方千米825.2人。